# Karlstor (St. Gallen)

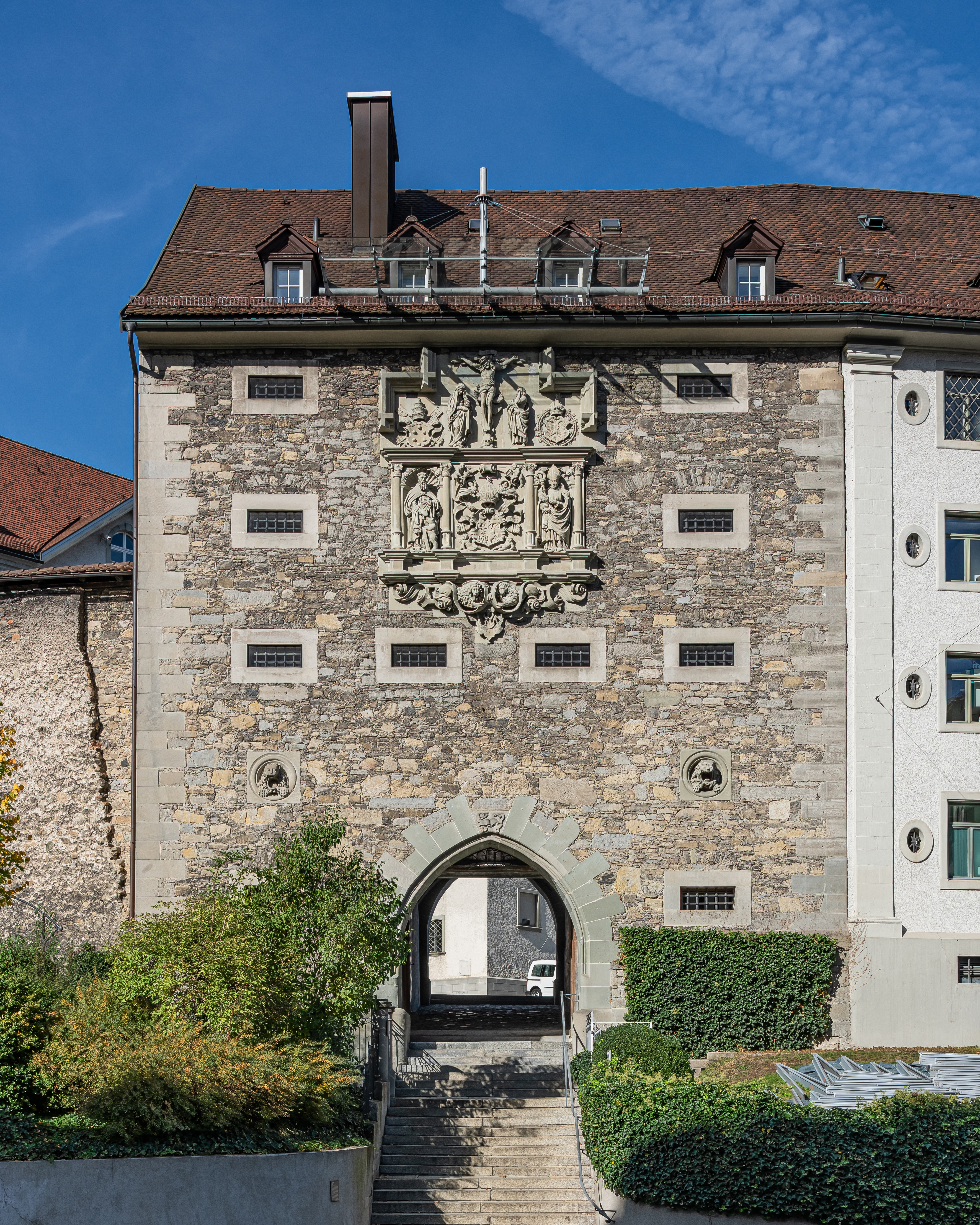
Das Karlstor in St. Gallen

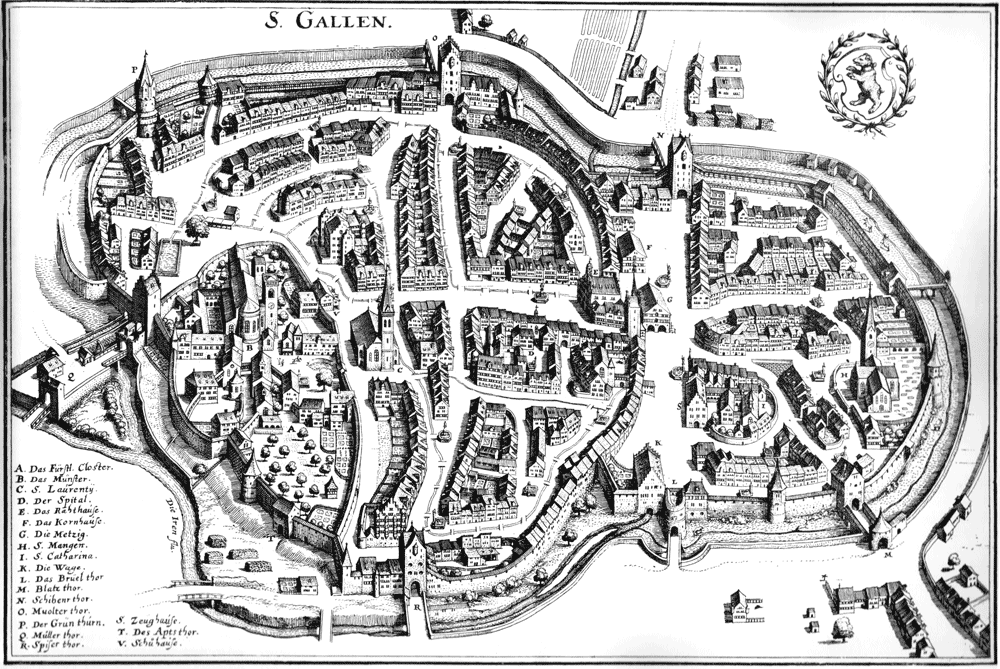
Stadtplan aus dem Jahr 1642: Das Karlstor ist unten links beim Buchstaben «T» zu erkennen, Ansicht der Stadt von Osten

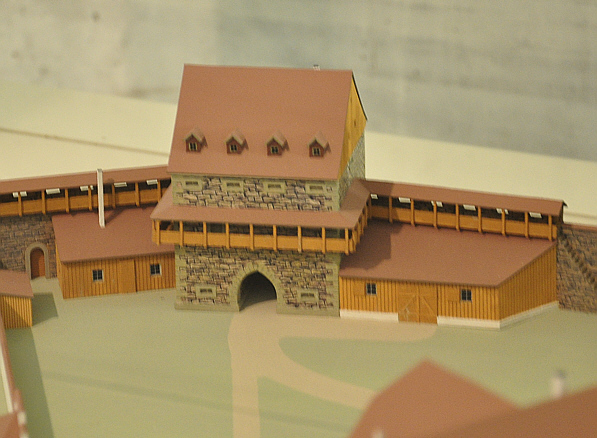
Das Karlstor in einem Modell der Klosteranlage im Zustand um das Jahr 1750, Ansicht von der Stadt her gesehen

Das Karlstor (ⓘ, auch Abtstor) ist das einzig verbleibende Stadttor aus der  mittelalterlichen Stadtmauer der Stadt St. Gallen in der Schweiz. Es wurde in den Jahren 1569 und 1570 erbaut.

## Geschichte
Seitdem die Stadt St. Gallen die Reichsunabhängigkeit erreicht hatte (im Verlaufe des 14. Jahrhunderts), wurde ihre Geschichte stark von den immer wieder aufflammenden Konflikten zwischen der Stadt und dem Abt geprägt. 
Bereits Abt Ulrich Rösch hatte im Konflikt mit der Stadt ein eigenes Tor in der gemeinsamen Stadtmauer gefordert, war aber mit seinem Vorhaben gescheitert. 
Nachdem im Jahre 1526 Joachim von Watt (Vadian) in St. Gallen die Reformation durchgesetzt hatte, war die Stadt fortan noch deutlicher getrennt. Die Stadt selbst hatte den neuen Glauben angenommen, während das Kloster St. Gallen das Zentrum der katholischen Gebiete der Fürstabtei blieb. Kloster und Stadt wurden von denselben Stadtmauern geschützt und der Fürstabt musste die Stadt durch die Tore der Stadt verlassen, um in sein Territorium gelangen zu können. Dies führte zu noch tiefgreifenderen Konflikten zwischen den Parteien und sowohl Stadt als auch Fürstabt liessen kaum eine Gelegenheit aus, sich über die jeweils andere Seite zu beschweren. 
Erst im Jahre 1566 konnten sich Stadt und Abtei unter Vermittlung eidgenössischer Schlichter auf eine einvernehmliche Lösung einigen. Im sogenannten Vertrag von Wil erhielt Abt Otmar Kunz das Recht, ein eigenes Tor in die Stadtummauerung zu brechen, inklusive zugehöriger Zugbrücke und einem Zwinger. Im selben Vertrag wurde auch geregelt, dass das Hoftor in der Scheidemauer zwischen Abtei und Stadt neu errichtet und mit zwei Toren und zwei Schlössern versehen werden sollte. Abt und Bürgermeister würden je einen Schlüssel erhalten. Im Gegenzug musste der Abt auf sämtliche Rechte über die Stadt endgültig verzichten. 
Bereits im folgenden Jahr wurde mit dem Bau des neuen Tores im südöstlichen Abschnitt der Stadtmauer begonnen. Statt einer Zugbrücke wurde jedoch nur ein schmaler Damm angelegt, mit einer Holzbrücke über die damals noch offen hier verlaufende Steinach. Aus den vorhandenen Dokumenten lässt sich auch nicht erkennen, dass der Zwinger jemals gebaut wurde, auf sämtlichen vorhandenen Stadtzeichnungen fehlt er jedenfalls. 

## Nutzung
Vermutlich seit dem 17. Jahrhundert dienen die Kammern über dem Karlstor als Gefängnis. Urkundlich ist dies seit 1812 belegt, jene Texte verweisen aber weiter in die Vergangenheit zurück. Berichtet wird, dass zu jener Zeit nach der Gründung des Kantons St. Gallen das Gefängnis ausgebaut und den neuen Anforderungen an die Gesundheit der Häftlinge angepasst wurde.
Eine weitere Restauration fand 1930 statt. 1960 wurden die nördlich anliegenden Häuser teilweise abgerissen und durch Neubauten ersetzt, die bis zum heutigen Tag die Hauptwache der Kantonspolizei St. Gallen enthalten. Die Zellen über dem Karlstor dienen heute als Untersuchungsgefängnis. 

## Name
Das Tor hiess zunächst Neues Tor, Gotteshaustor oder Abtstor, weil es dem Abt und seiner Gefolgschaft zum Betreten und Verlassen der Stadt diente. Seinen heutigen Namen verdankt es dem Mailänder Kardinal und Erzbischof Karl Borromäus, der am 26. und 27. August 1570 das Kloster St. Gallen besucht hat und als erster hoher Geistlicher durch dieses neue Tor in die Stadt eingeritten ist.

## Architektur
Der Bau des Tores begann im April 1569, Baumeister war Carolus Briegel. Es wurde vermutlich im August des folgenden Jahres fertiggestellt. Über dem spitzbogenförmigen Durchlass finden sich drei Reihen schmaler Fenster, die vermutlich dort angebracht wurden, als diese drei Stockwerke zu einem Gefängnis ausgebaut wurden. Im Satteldach findet sich noch eine weitere Reihe von Fenstern. Auffälligstes Merkmal des Tores ist das grosse Steinrelief, das die oberen zwei Stockwerke der Ostfassade ziert. Daneben finden sich links und rechts des Tores noch zwei steinerne Löwenköpfe. 

### Relief

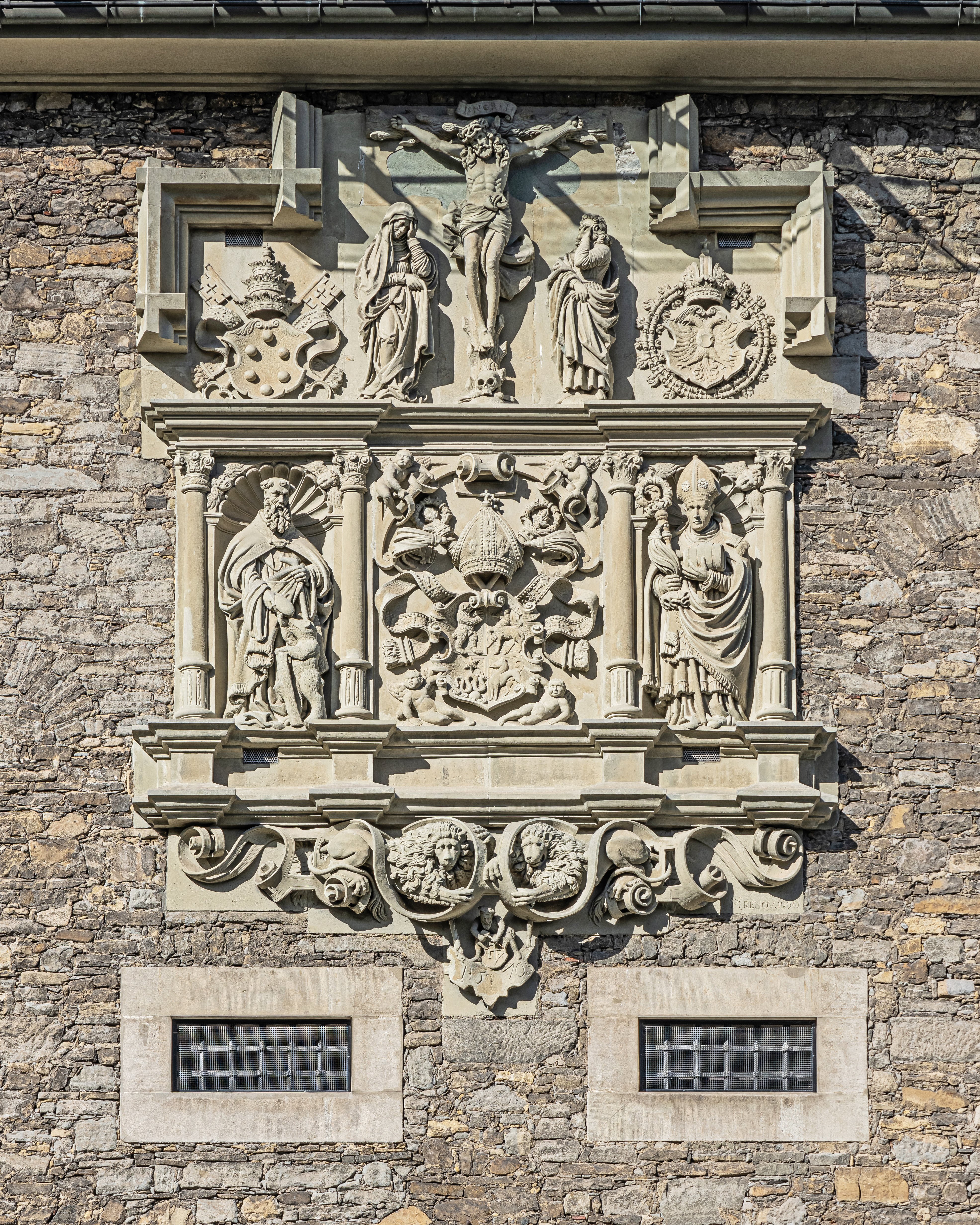
Detail des Reliefs

Das Relief wurde vom Steinmetzen Baltus von Seilmannsweiler (Salem) geschaffen. Im oberen Teil befindet sich eine Darstellung der Kreuzigung Jesu, mit Maria und Johannes an seiner Seite. Flankiert wird die Szene von den Wappen von Papst Pius IV. Medici und dem Reichswappen Kaiser Maximilians II. als Zeichen der Reichsfreiheit der Abtei. 
Im mittleren Teil finden wir das Wappen von Otmar, dem ersten Abt und Gründer des Klosters. Auf der rechter Seite befindet sich eine Darstellung dieses Heiligen mit seinem Attribut, dem Weinfass. Links erkennt man Gallus mit dem Bären, Gründer der ersten Siedlung an der Steinach und Namenspatron der Stadt. 
Zuunterst schmücken zwei liegende Löwen und einigte verschlungene Bänder die Konsole des Reliefs. Recht klein ist in der Mitte ein gebückt sitzendes Männchen mit Pluderhosen, Hammer und Meissel und einem Wappen zu erkennen. Es dürfte sich dabei um ein Selbstbildnis des Künstlers handeln. 
Beinahe wäre das aussergewöhnliche Kunstwerk in den Wirren von Revolution und Helvetismus am Ende des 18. Jahrhunderts zerstört worden. In dieser Zeit wurde in «republikanischem Eifer» ein zweiter Bildersturm gestartet – der erste war zur Zeit der Reformation erfolgt – welcher alle Zeichen und Wappen der Aristokratie beseitigen sollte. Georg Leonhard Hartmann, Geschichtsschreiber von St. Gallen, widersetzte sich dem «ungebildeten Regierungskommissär Erlacher von Basel» mit Erfolg. Dieser Erfolg gilt als einzigartig in der Geschichte des Denkmalschutzes.

## Umgebung

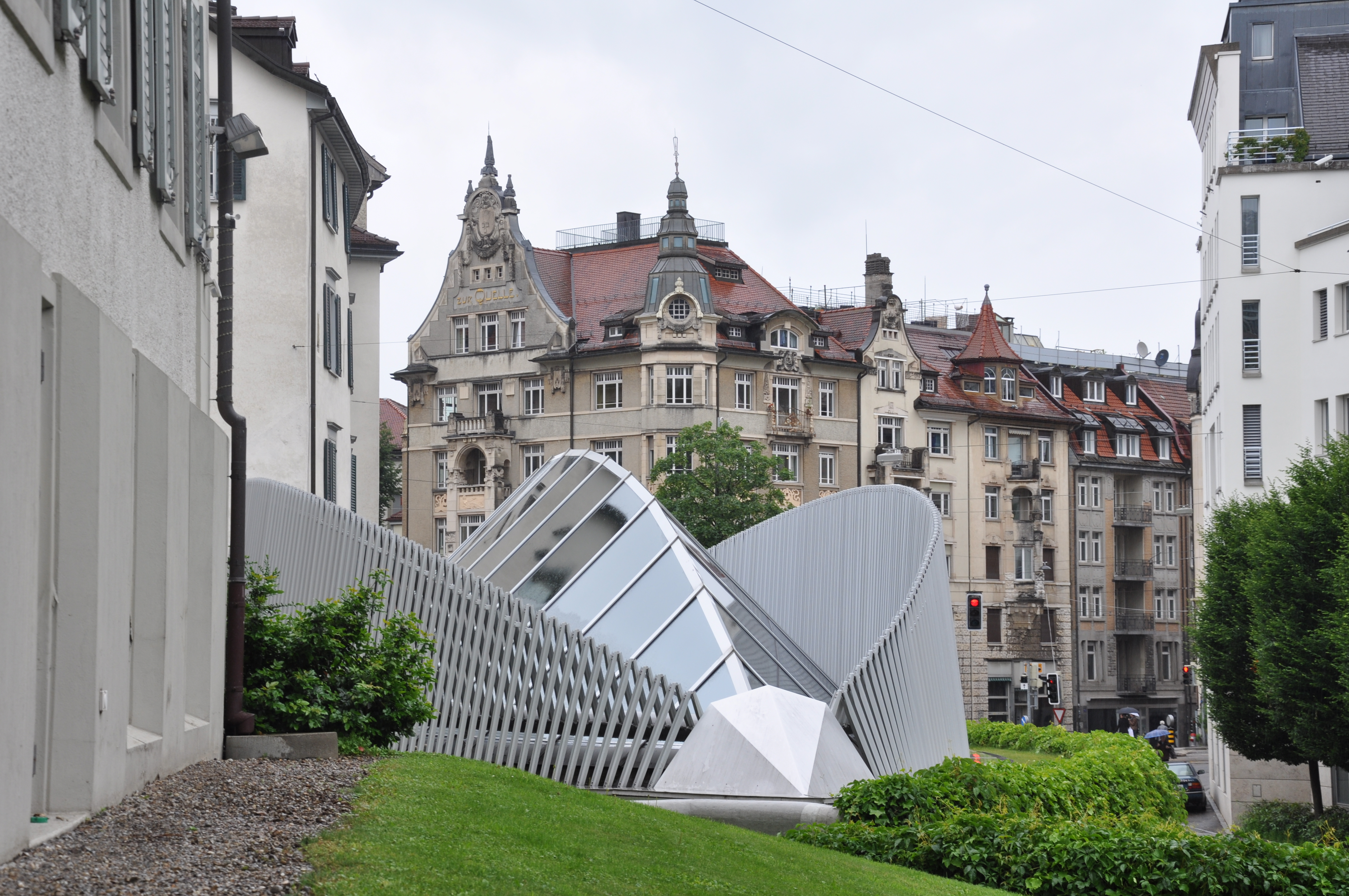
Glaskuppel der Notrufzentrale

Ausserhalb des Tores befindet sich eine Treppe, die zur Moosbruggstrasse hinunterführt, unter welcher heute die Steinach verläuft. Gegenüber befindet sich das Gallusschulhaus (Mädchenschulhaus) der KKSS. Links und rechts des Durchgangs ist die alte Stadtmauer mit ihren eingebetteten Häusern intakt, eine von Santiago Calatrava errichtete Glaskuppel bedeckt die Kantonale Notrufzentrale. 
Innerhalb des Tores befindet sich die sogenannte «Pfalz» mit dem Regierungsgebäude des Kantons. Unterhalb des Platzes gleich hinter dem Tor befindet sich der neue Pfalzkeller, der zu Empfängen und für Konzerte verwendet wird. Bei dessen Bau stiess man, wie bereits mehrfach bei Bauarbeiten in diesem Gebiet, auf diverse Skelette, denn der Boden diente im 9. und 10. Jahrhundert als Friedhof.